# Albăstrea
Albăstreaua (lat. Centaurea cyanus)    este o specie de plante erbacee anuală, erectă, înaltă de 0,5–1 m, cu peri pe organele aeriene  din familia Asteraceae, ce crește în Europa.

## Denumiri populare
Albăstreaua  este denumită și albăstrică, albăstriță, vinețea, vinețică, (reg.) ghioc, zglăvoc, floarea-grâului, floarea-paiului, clopoțel, floare-vânătă, iarba frigurilor, măturice, tătăișă vânătă.
Numele de „Albăstrea” este uneori eronat folosit și pentru Cicoare.

## Caractere morfologice
- Tulpina este verde, muchiată, simplă sau ramificată[3] .
- Frunzele sunt alterne, liniare, lungi până la 8–9 cm și înguste doar de 4–9 mm, alburii datorită perilor mătăsoși[3].

- Florile sunt albastre, grupate în antodii globuloase terminale; deși toate sunt tubuloase, ele sînt diferențiate și anume 7—12  marginale, sterile, cu formă de pâlnie și alte numeroase interne, fertile, mai mici, și cu nuanțe spre violaceu[3]. Florile sunt dispuse mai multe la un loc, formând un capitul, înconjurat de bractee de culoare verde, cu marginile acoperite cu dințisori bruni. Florile marginale sunt de dimensiuni mai mari, având forma unei pâlnii cu 5 dinți. Florile centrale sunt mai mici.

- Fructele sunt mici achene (3 mm), cu papus[3].

## Compoziție chimică
Compoziție chimică: poliene (centaur X), poliene (centaur Y); substanțe amare: centaurina (cnicina); un glicozid: cicorina, mucilagii, tanin, un antocian glicozidic: cianina, antocianidine, săruri de potasiu și mangan.
Substanțele active importante:  centaurina, pelargonină, cianină, tanin. 

## Utilizare
Albăstrelele se folosesc, în principal, în tratametele legate de inflamațile ochilor, în conjuctivite, în inflamații ale pleoapelor.
Preparatele din albăstrele se folosesc și ca diuretic.
Potrivit specialiștilor, produsul terapeutic pe bază de albăstrele, acționează pe trei direcții: calmant, diuretic, astringent.

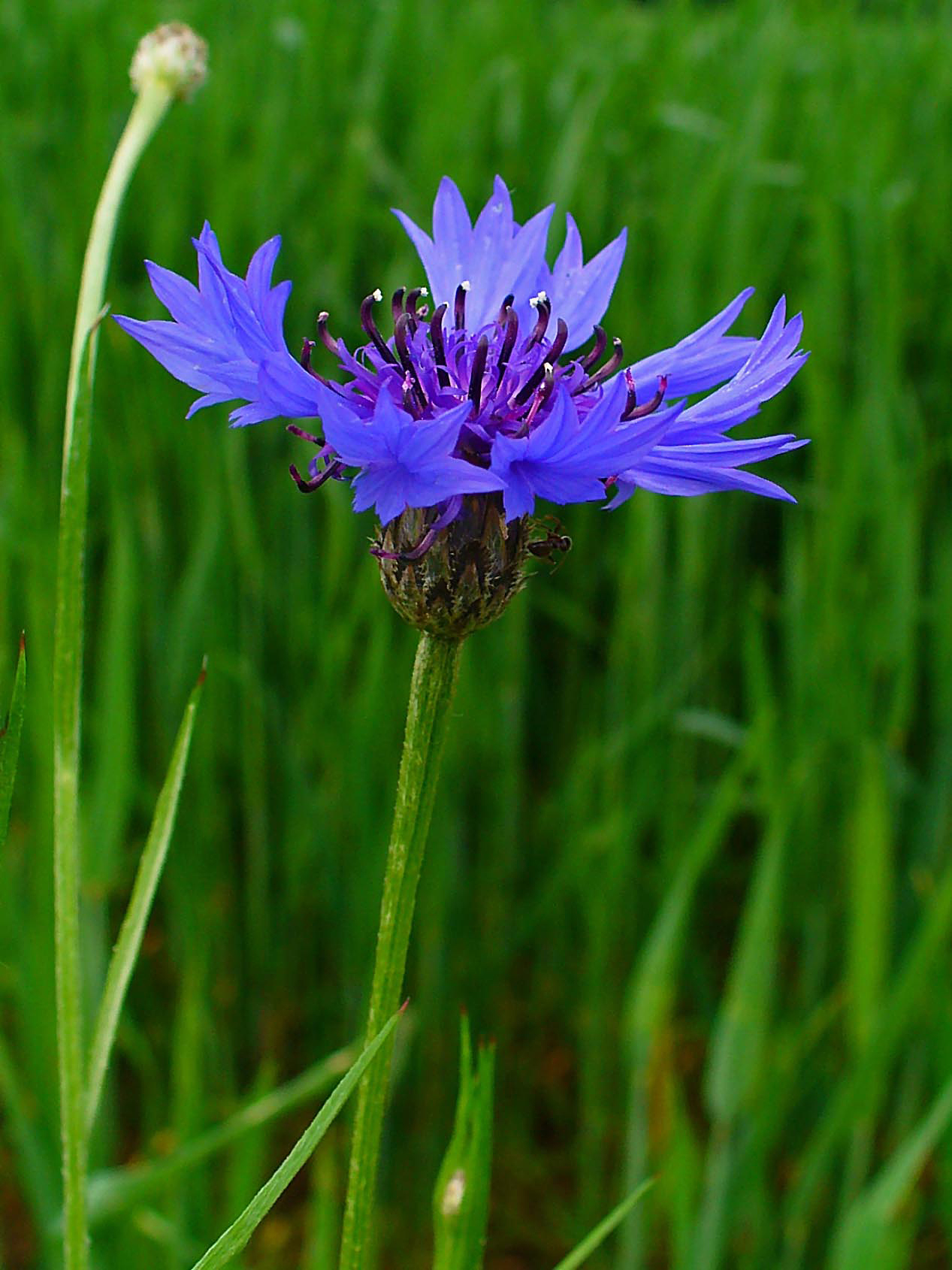
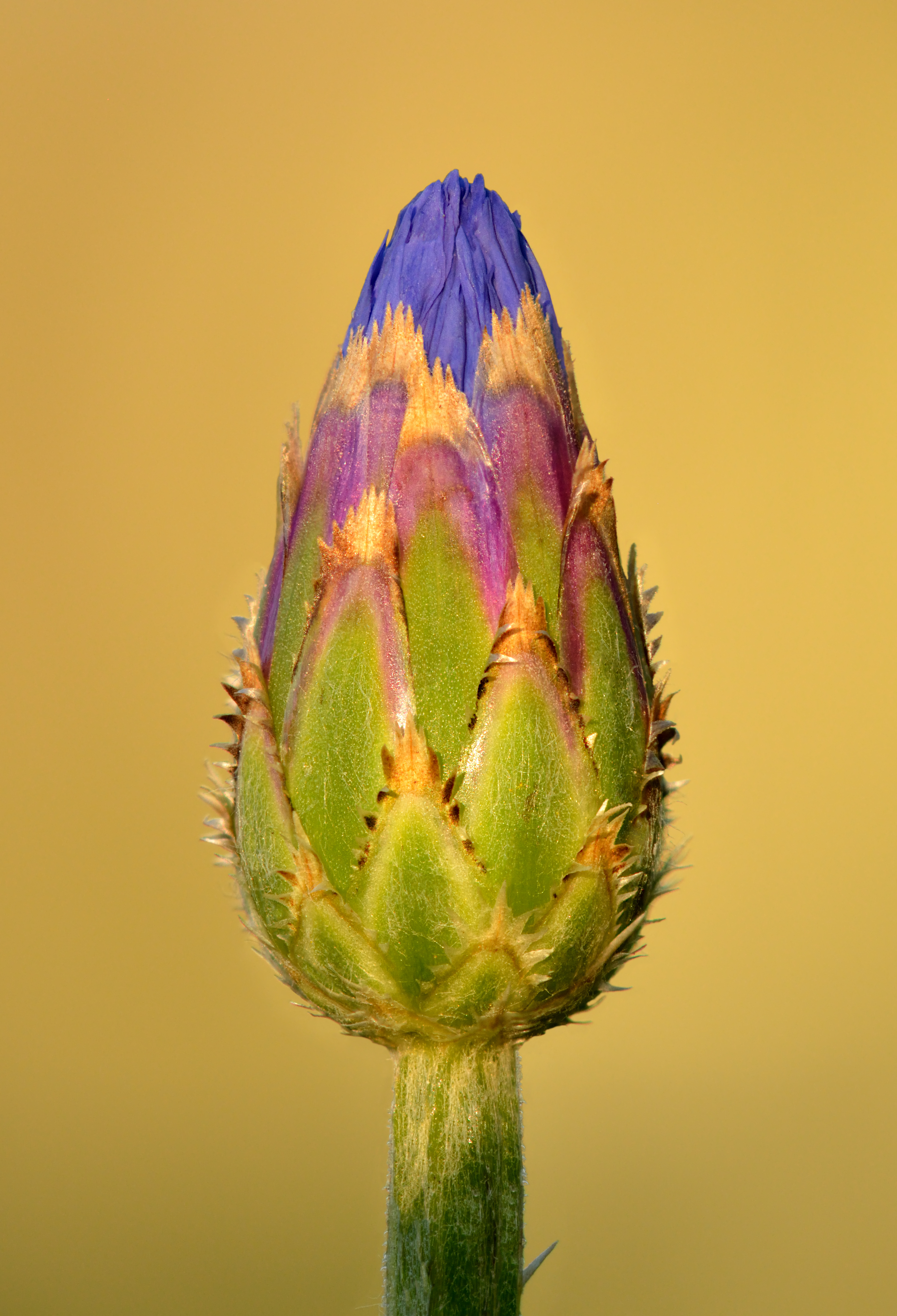
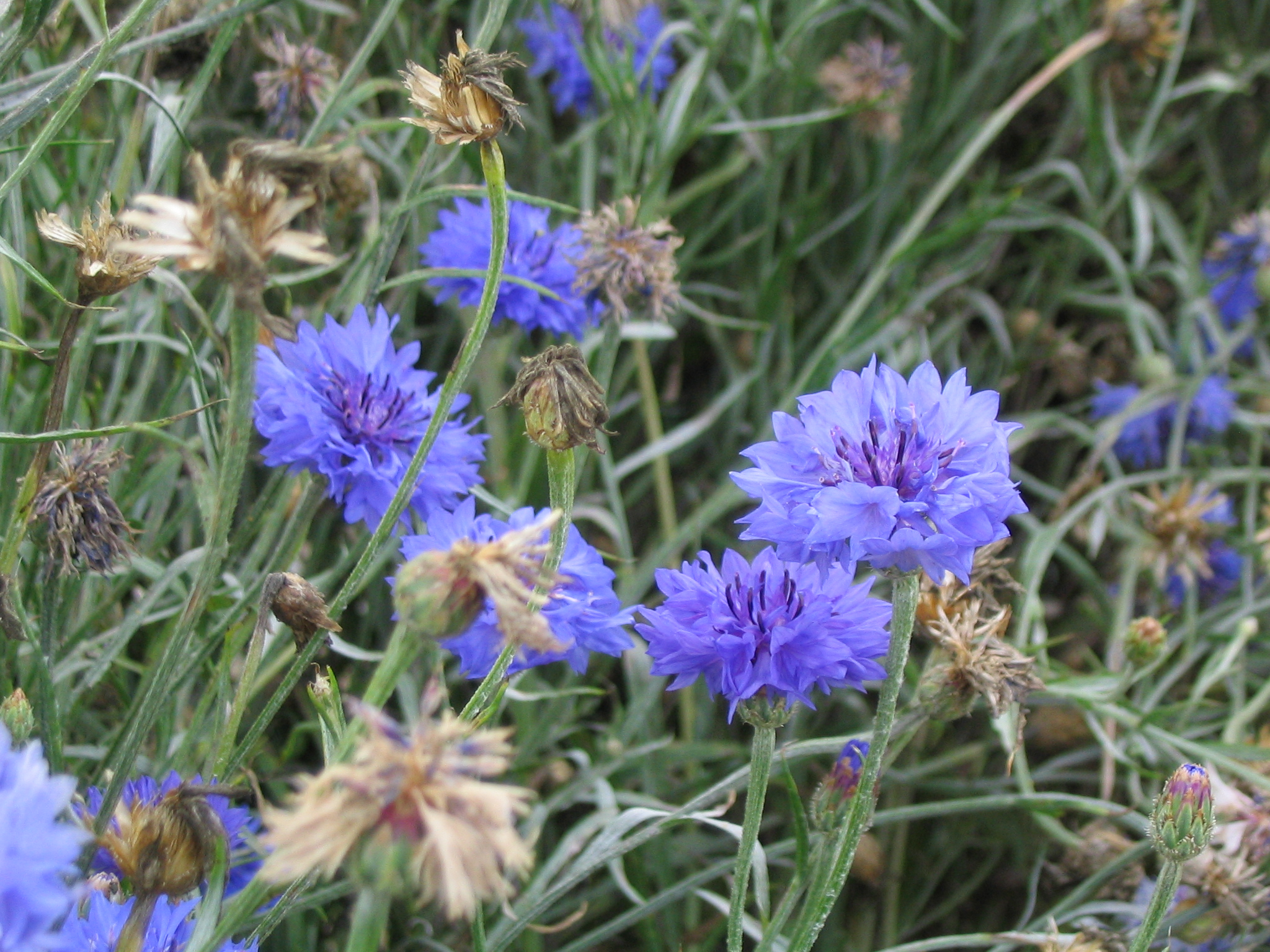
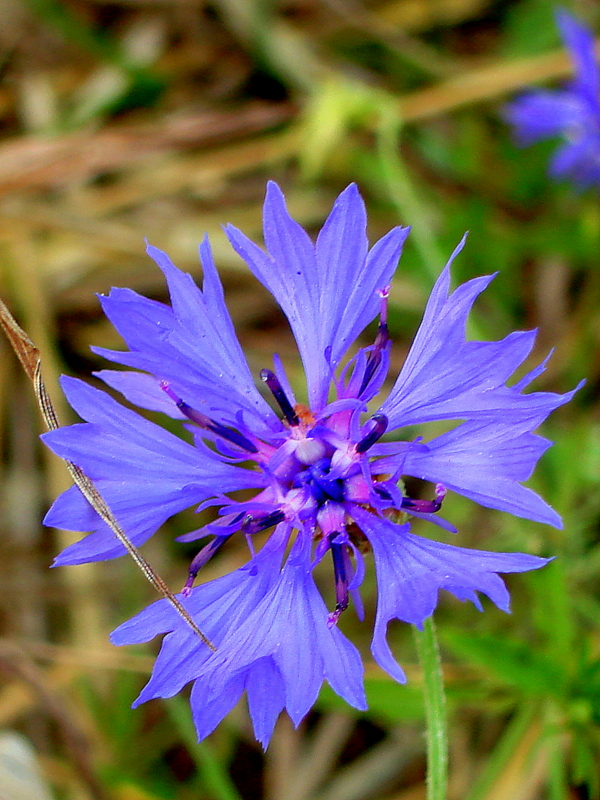
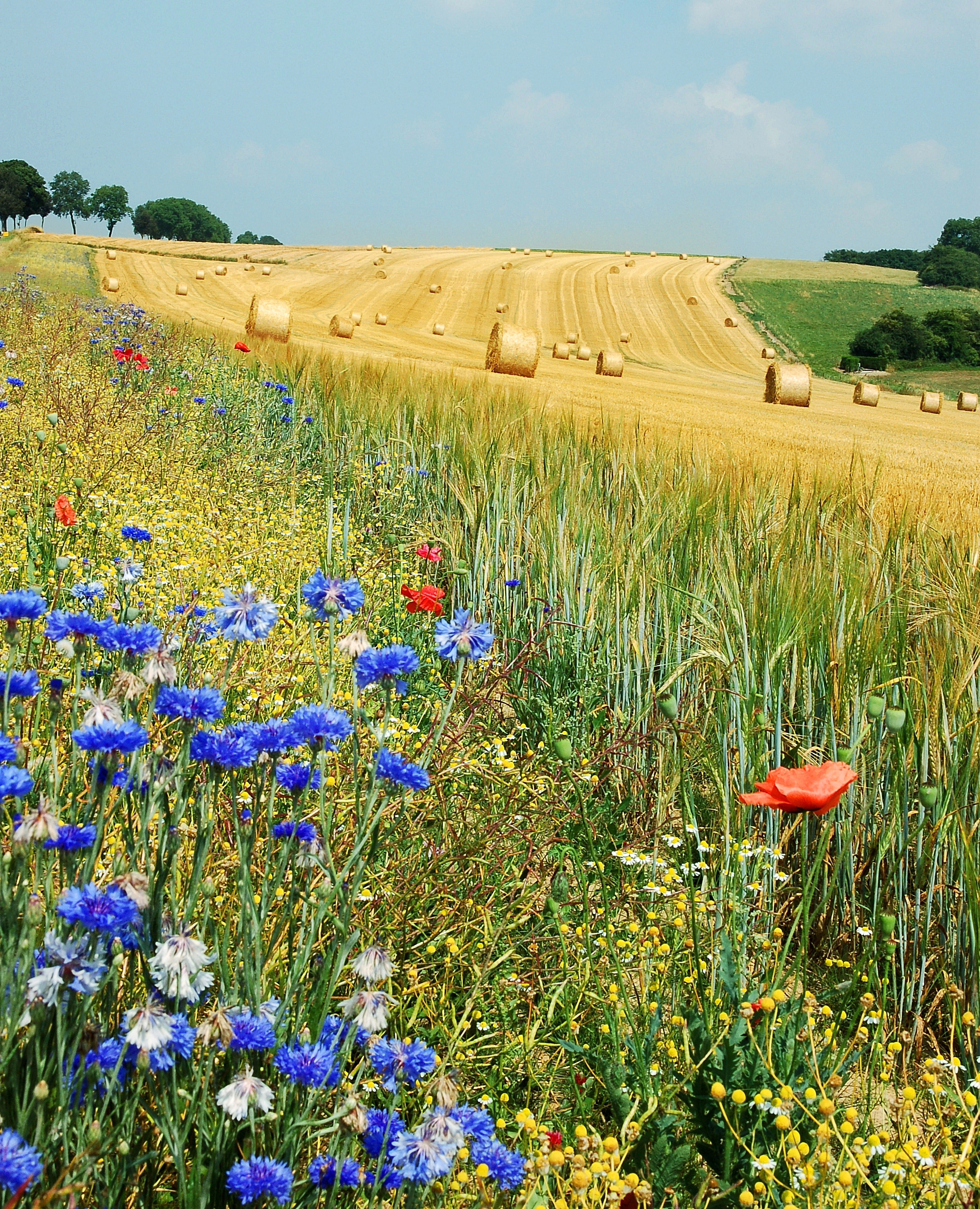